# Ruidoso, New Mexico
Ruidoso, New Mexico (енгл. Ruidoso) град је у америчкој савезној држави Њу Мексико.

## Демографија
По попису из 2010. године број становника је 8.029, што је 331 (4,3%) становника више него 2000. године.
| Група             | 2000.         | 2010.         |
| Белци             | 6.010 (78,1%) | 5.478 (68,2%) |
| Афроамериканци    | 22 (0,3%)     | 32 (0,4%)     |
| Азијати           | 24 (0,3%)     | 46 (0,6%)     |
| Хиспаноамериканци | 1.402 (18,2%) | 2.176 (27,1%) |
| Укупно            | 7.698         | 8.029         |